# Campus de Blasco Ibáñez
El Campus de Blasco Ibáñez és un complex educatiu de la Universitat de València (UV) situat a la ciutat de València, pren el nom de l'avinguda de Blasco Ibáñez que esdevé eix principal del campus. Al complex es localitzen l'edifici del Rectorat i els serveis centrals de la universitat aíxí com a 8 facultats i diversos centres i serveis, pel que es considera el campus central de la UV.
S'ubica en el districte de Pla del Real, entre els barris de l'Exposició i Ciutat Universitària i compta amb un bon servei de transports públics amb l'estació de Facultats de MetroValencia al bell mig del Campus, així com d'altres estacions a poca distància com la d'Aragó o l'Albereda. També diversos autobusos de l'EMT donen servei.

## Història
A l'inici del segle xx sorgeix el projecte de construcció d'una "Ciutat Universitària de València" que pretenia dotar a la universitat de noves i modernes instal·lacions en un nou emplaçament diferent a l'antiquat i insuficient edifici històric de la Nau, al centre històric de la ciutat.
L'emplaçament triat foren els terrenys que havien quedat lliures al Pla del Real després de l'Exposició Regional de 1909 a l'est dels jardins de Vivers. Les autoritats planegen dinamitzar el sector recuperant el projecte del passeig "València al mar" (posterior avinguda de Blasco Ibáñez) que ja havia sigut proposat a les darreries del segle xix, seguint el model de ciutat jardí. El passeig s'inicia als Vivers i es perllongaria fins a la platja de les Arenes.
L'operació urbanística va incloure la construcció en el primer tram del passeig de la Ciutat Universitària de València basant-se en la de Madrid. Les autoritats convoquen un concurs d'idees que va guanyar l'arquitecte José Luis Oriol.
En una primera fase es pretenia construir dos edificis per a allotjar per una banda la Facultat de Ciències que estava situada a l'edifici històric de la Nau, i per l'altra la Facultat de Medicina que ocupava un edifici al carrer Guillem de Castro, annex a l'antic Hospital, que també s¡havia quedat petit. També es pretenia construir un nou hospital clínic.
El desembre de 1909 es va realitzar un acte de col·locació de la primera pedra però diverses vicissituds impediren el desenvolupament del projecte. Amb l'arribada de la II República espanyola pren un nou impuls de la mà dels rectors Mariano Gómez i Joan Peset Aleixandre. L'any 1931 s'adquireixen els terrenys i l'arquitecte Alfonso Fungairiño comença a treballar en el disseny dels nous edificis: una residència d'estudiants, un Institut-Escola, l'Escola Normal de Mestres i un camp d'esport. L'incendi de l'edifici central de la Nau el 1932 precipiten la necessitat d'accelerar les obres de la nova Ciutat Universitària. Els arquitectes Javier Goerlich i Mariano Peset Aleixandre s'incorporen al projecte amb l'arribada del nou rector Peset.
L'any 1936 es dóna per finalitzat l'edifici de la Facultat de Medicina sota la direcció de Fungairiño, però l'esclat de la Guerra Civil espanyola obligà a destinar temporalment el nou edifici a les funcions d'hospital de guerra. L'edifici destinat a la facultat de Ciències (actual Rectorat), signat per l'arquitecte Peset Aleixandre, tot i iniciat en període republicà, ja va ser inaugurat sota el règim franquista l'any 1944.
L'arquitecte Goerlich pren protagonisme en aquest període amb el disseny i construcció del Camp d'Esports inaugurat el 1949 (i enderrocat als anys 1960), la Residència d'Estudiants (Col·legi Major Lluis Vives) l'any 1954 i l'Escola d'Alts Estudis Mercantils (actualment seu de la Biblioteca Joan Reglà) el 1957. Goerlich, autor també de la plaça de l'Ajuntament i l'avinguda de l'Oest, imprimeix al campus el seu caràcter personal seguint el racionalisme al gust de l'època.
La riuada de l'any 1957 danya notablement l'edifici històric de la Nau i la Universitat de València decideix seguir apostant per traslladar més facultats i infraestructures al nou campus. Concretament la Facultat de Dret i els laboratoris de la Facultat de Ciències (inaugurats el 1963), l'Escola d'Enginyers Agrònoms (1966) i la Filosofia i Lletres (1969). L'arquitecte encarregat és Fernando Moreno Barberá que introduirà l'anomenat Moviment Modern.
Poc després s'alça l'edifici de la Facultat d'Economia, projecte original de Salvador Pascual i reformat per Juan Antonio Hoyos. Va ser inaugurat l'any 1974 i donava per consolidat el Campus de Blasco Ibáñez. Els edificis construïts posteriorment han estat complementaris als ja existents com puguen ser aularis o de serveis.
La construcció dels nous campus universitaris de Burjassot (el 1977) i Tarongers (el 1995) permeteren la reorganització de les facultats i serveis en els edificis de Blasco Ibáñez. Així la facultat de Ciències, que des de 1944 ocupava l'edifici de Mariano Peset, es desmembra en les facultats de Física, Química, Biologia i Matemàtiques que s'ubiquen en el campus de Burjassot. Les facultats de dret i econòmiques aniran al campus de Tarongers i facilitarà que les noves facultats creades a partir de la dissolució de la facultat de Filosofia i Lletres el 1978 (Geografia i Història, Filosofia i Ciències de l'Educació i de Filologia, Traducció i Comunicació) es distribueixen pels edificis dissenyats per Moreno Barberá.

## Context urbà

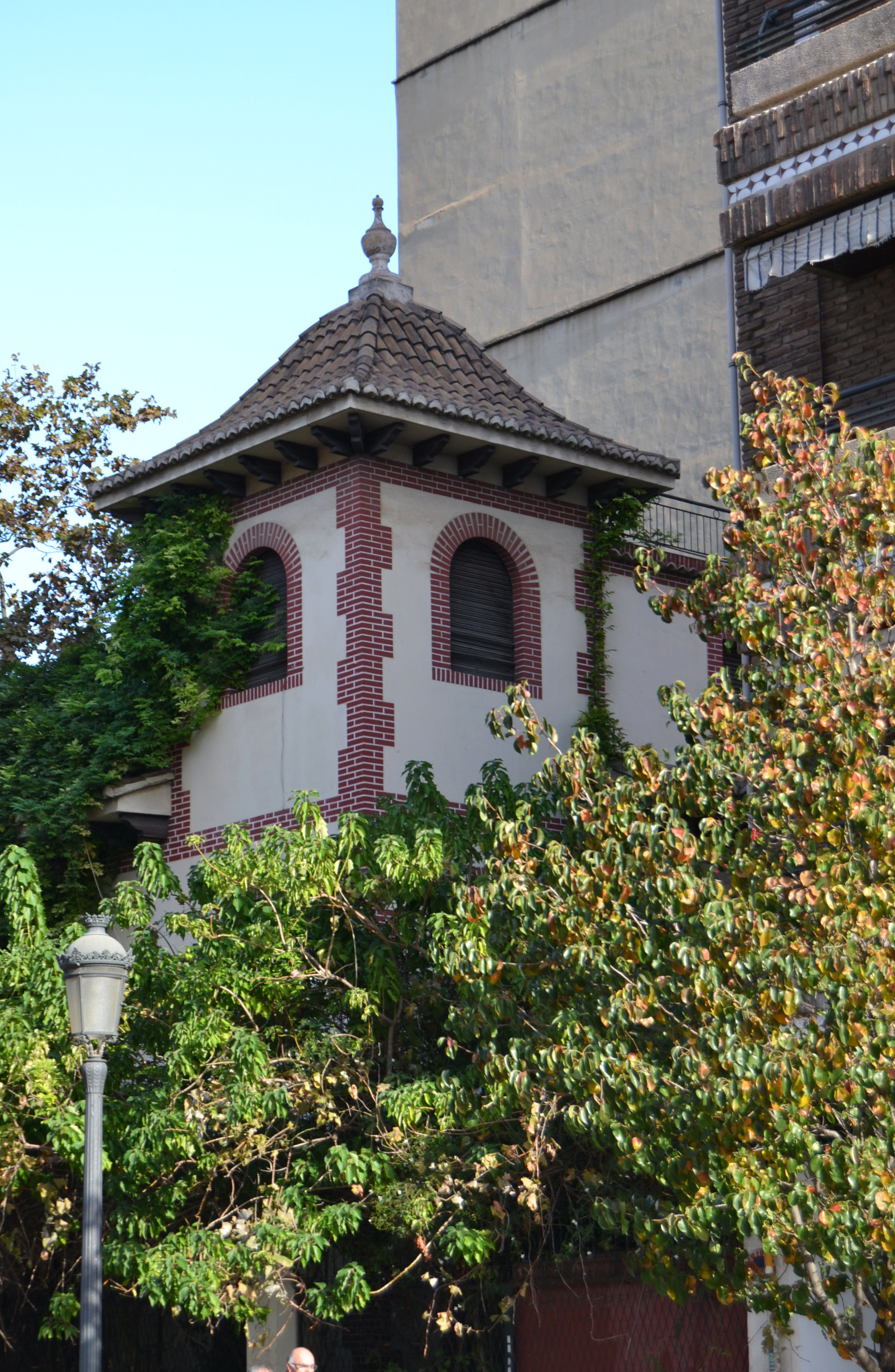
Un dels xalets dels Periodistes que encara se conserven a l'entorn del Campus de Blasco Ibáñez

El campus de Blasco Ibáñez s'ubicà en els seus inicis en un entorn de creixement de la ciutat, vinculat al projecte del passeig de Valencia al Mar. Prèviament els terrenys els ocupaven l'horta regada per la séquia de Mestalla. El procés d'urbanització del sector arranca amb la construcció del recinte que allotjà l'Exposició Regional de 1909 que una vegada finalitzat donaria peu al creixement urbà vinculat amb el projecte del passeig de València al mar.
Abans que arribara el primer edifici universitari, la Facultat de Medicina, a l'àmbit ja estava construït el recinte de la Fira Mostrari des de 1922, antecedent de l'actual Fira de València o l'estadi de Mestalla des de 1923, una mica més a l'est. A la dècada del 1930 es promouen grups d'habitatges com el dels xalets dels Periodistes dissenyats per Enric Viedma i impulsats pel gremi de periodistes de València seguint el model de ciutat jardí, o els blocs de cases barates d'Arts Gràfiques, impulsat per aquest gremi entre el 1935 i el 1944 i dissenyades per José Cort Botí.
Als anys 1950 s'instal·len dos institucions educatives privades en l'entorn: el col·legi del Pilar en la cantonada amb l'avinguda Catalunya i el col·legi Guadalaviar a la cantonada oposada amb l'avinguda d'Aragó. Ambdós edificis esdevenen una fita arquitectònica i tanquen simbòlicament el campus universitari per l'est. Als anys 1960 s'edificaren dos edificis de caràcter administratiu dissenyats per Miguel Colomina Barberá propietat de la Confederació Hidrogràfica del Xúquer i la Generalitat Valenciana.
El campus per tant esdevé un node urbà on els usos educatius, residencials, administratius, hospitalaris, esportius i d'oci conformen el conjunt.

## Edificis
| Edifici                                              | Foto | Any del projecte | Data d'inauguració/acabament | Autoria                                                 | Ús actual                                      | Nivell de protecció |
| ---------------------------------------------------- | ---- | ---------------- | ---------------------------- | ------------------------------------------------------- | ---------------------------------------------- | ------------------- |
| Facultat de Ciències                                 |      | 1933             | 7 d'octubre de 1944          | Mariano Peset Aleixandre                                | Rectorat i serveis centrals                    | BRL                 |
| Facultat de Medicina                                 |      | 1932             | 13 de desembre de 1949       | Alfonso Fungairiño Nebot                                | Facultat de Medicina i Odontologia             | BRL                 |
| Escola d'Alts Estudis Mercantils                     |      | 1935             | 19 de novembre de 1957       | Javier Goerlich Lleó                                    | Biblioteca d'Humanitat Joan Reglà              |                     |
| Residència d'Estudiants - Col·legi Major Lluís Vives |      | 1935             | 9 d'octubre de 1954          | Javier Goerlich Lleó                                    | Espai Vives                                    | BRL                 |
| Edifici d'especialitats de la Facultat de Medicina   |      | 1942             | 3 d'octubre de 1960          | Alfonso Fungairiño Nebot                                | Hospital Clínic Universitari                   |                     |
| Camp d'esports                                       |      | 1941             | 12 de desembre de 1949       | Javier Goerlich Lleó                                    | Desaparegut                                    |                     |
| Facultat de Dret                                     |      | 1959             | 10 d'octubre de 1963         | Fernando Moreno Barberá                                 | Facultat de Filosofia i Ciències de l’Educació | BRL                 |
| Laboratoris de la Facultat de Ciències               |      | 1959             | 1969                         | Fernando Moreno Barberá                                 | Facultat d’Infermeria i Podologia              |                     |
| Escola d'Enginyers Agrònoms                          |      | 1960             | 5 de desembre de 1966        | Fernando Moreno Barberá                                 | Facultat de Psicologia                         | BRL                 |
| Escola de Pèrits Agrícoles                           |      | 1968             | 1968                         | Cayetano Borso di Carminati                             | ampliació de l'Hospital Clínic Universitari    | BRL                 |
| Facultat de Filosofia i Lletres                      |      | 1960             | Desembre de 1969             | Fernando Moreno Barberá                                 | Facultat de Geografia i Història               | BRL                 |
| Facultat d'Economia                                  |      | 1969             | 1974                         | Salvador Pascual Gimeno i Juan Antonio Hoyos Viejobueno | Facultat de Filologia, Traducció i Comunicació |                     |
| Font: Sánchez Muñoz (2016)                           |      |                  |                              |                                                         |                                                |                     |

## Estudis i serveis[1]
La Universitat de València reuneix al Campus de Blasco Ibáñez un ampli ventall d'estudis a les diverses facultats, així com serveis i dependències:
- Facultats:
  - Facultat d'Infermeria i Podologia
  - Facultat de Medicina i Odontologia
  - Facultat de Geografia i Història
  - Facultat de Psicologia i Logopèdia
  - Facultat de Filosofia i Ciències de l'Educació
  - Facultat de Filologia, Traducció i Comunicació
  - Facultat de Ciències de l'Activitat Física i l'Esport
  - Facultat de Fisioteràpia
- Serveis
  - Rectorat i serveis centrals
  - Clínica Odontològica universitària
  - Espai Vives (antic Col·legi Major Lluis Vives)
  - Biblioteques:
    - Biblioteca d'Humanitats Joan Reglà
    - Biblioteca de Ciències de la Salut Pelegrí Casanova
    - Biblioteca de Psicologia i Esport

  - Campus d'Esports